# Ectoganus
Ectoganus — викопний рід ссавців родини Stylinodontidae. Види цього роду зустрічаються в Північній Америці.
Види:
- Ectoganus bighornensis Schoch, 1981
- Ectoganus copei Schoch, 1981
- Ectoganus gliriformis Cope, 1874